# 달수의 재판
《달수의 재판》은 1995년 6월 9일에 MBC에서 방영한 베스트극장으로, 달수 시리즈의 첫 번째 이야기로 소시민에게 재판받기란 얼나마 어려운 것인가를 그렸다.

## 줄거리
은행 대부계 대리인 강달수는 출근길에 교통사고를 당해 차에 대한 손해배상을 받기로 합의하지만, 막상 정비소에 차를 찾으러 간 달수는 수리비가 지불되지 않았음을 알게 된다. 합의각서에 적혀있는 전화번호와 주소로 수소문해 보지만 가해자를 찾을 수 없게 되자 소액재판을 하기로 한다. 법원에서 시키는 대로 주소 보정과 공시송달을 물어 어렵게 신청한다. 이것저것 알아보기 위해 법원에 자주 들락거리던 달수는 퇴직금을 주지 않는 고용주와 재판을 벌인 택사기사, 외상 술값을 떼어먹은 손님과 재판하는 춘자 등과 알게 되고, 그들과 복합한 재판 과정을 서로 공감하며 서러움을 나눈다. 하지만 달수는 이런 과정에서 회사와 가정에서 자꾸 문제가 생기면서 결국 자신의 돈으로 수리비를 지불한다. 달수의 아내는 승소판결문을 쓰레기통에 버린다.

## 등장 인물

### 주요 인물
- 강남길 : 강달수 역
- 임예진 : 달수의 아내 역

### 그 외 인물
- 변희봉 : 변호사 역
- 김동주 : 판사 역
- 김애경 : 춘자 역
- 현석 : 달수의 직장 상사 역
- 이계인 : 택시기사 역
- 홍순창 : 법원 직원 역
- 김주영 : 교통사고 담당 경찰 역
- 차윤희
- 최선균
- 문용민 : 교통사고 가해자 역
- 오정석
- 최범호 : 달수의 직장 부하직원 역
- 진명선
- 김세민
- 최한권
- 박정신
- 방수환 : 달수의 아들 역